# Brigitte Reimann

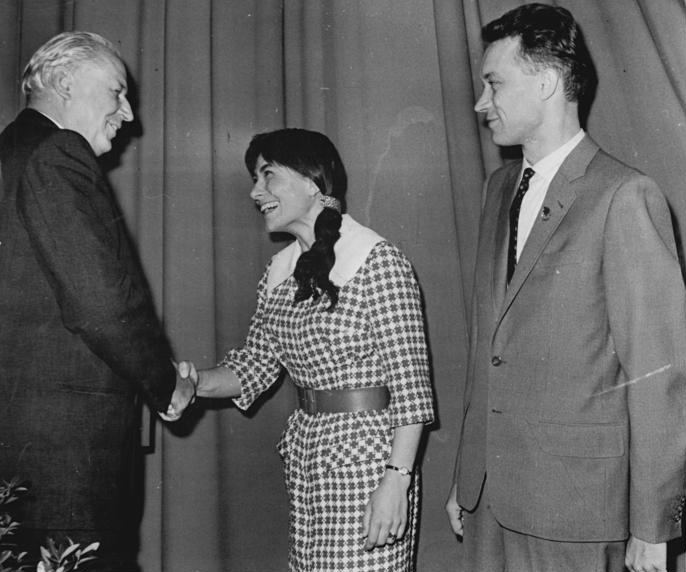
Herbert Warnke (à gauche) remettant le prix artistique du Freier Deutscher Gewerkschaftsbund à Brigitte Reimann et Siegfried Pitschmann en 1961

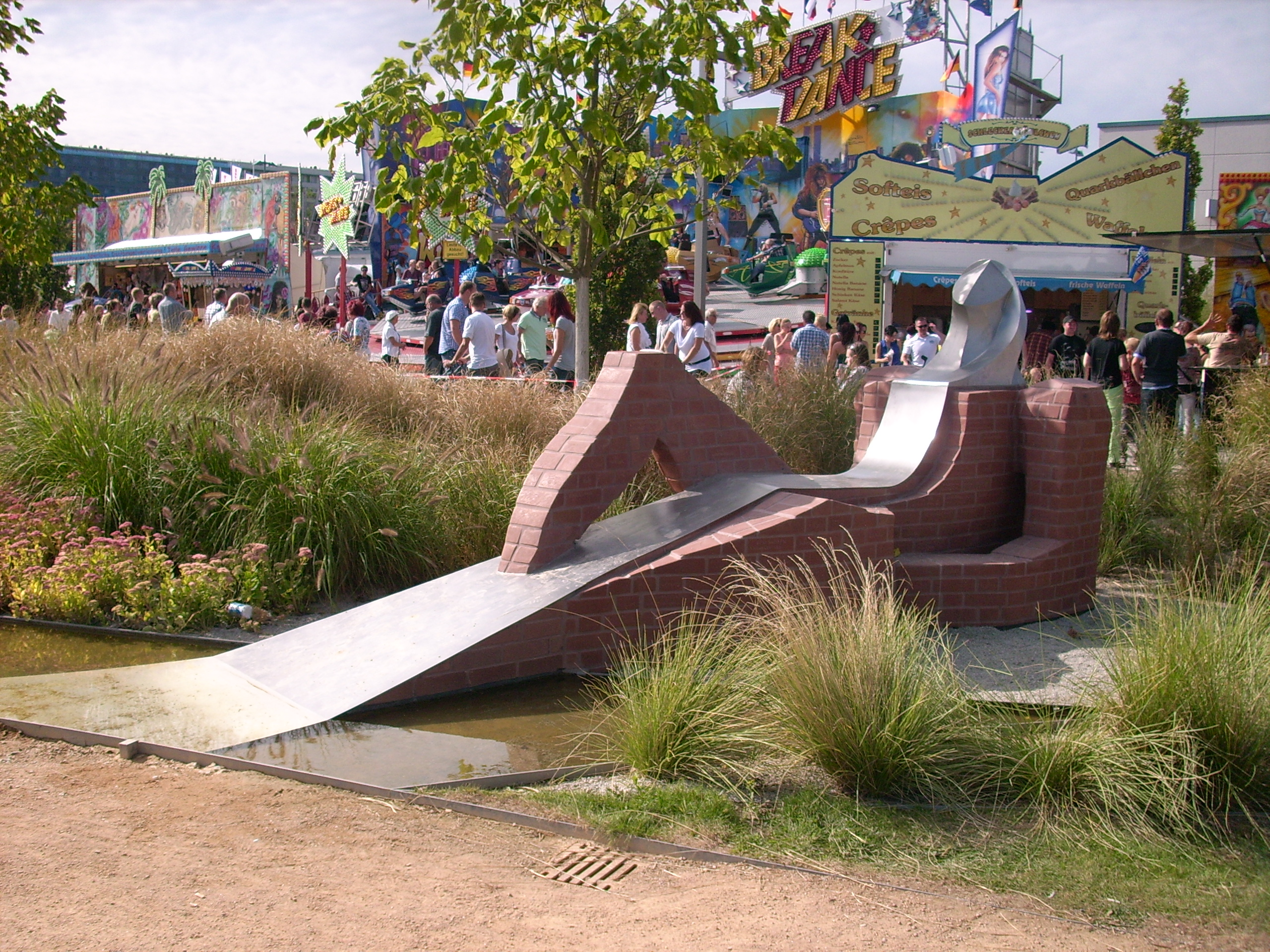
Sculpture Die grosse Liegende dans le parc de Hoyerswerda, en hommage à Brigitte Reimann.

Brigitte Reimann, née le 21 juillet 1933 à Burg (Saxe-Anhalt) et morte le 20 février 1973  à Berlin-Est, est une écrivaine de République démocratique allemande.

## Biographie
Brigitte Reimann naît en 1933 à Burg, près de Magdebourg. Elle est l'aînée d'une famille de quatre enfants. Très tôt, elle est mise au contact des livres, notamment par l’intermédiaire de son père, Willi Reimann, qui malgré une formation d'employé de banque a choisi de travailler dans une imprimerie. Dès 1947, Brigitte Reimann écrit à son amie Veralore Schwirtz vouloir devenir écrivain.
Après son baccalauréat, obtenu en 1951, elle travaille en tant que professeur (Neulehrer), pendant deux ans. La mission dont elle et la plupart des collègues de sa génération sont chargés consiste à appliquer la loi sur la démocratisation de l’école allemande, adoptée en 1946 dans les Länder d’occupation soviétique.
Elle commence à écrire en 1955 avec Der Tod der schönen Helena. En 1956, elle est acceptée dans un comité regroupant des auteurs de RDA (Association des écrivains de la RDA (de)) et devient alors très active dans le domaine culturel du SED, parti communiste au pouvoir.
En 1959, elle épouse l’écrivain Siegfried Pitschmann (de), avec qui elle s’installe en 1960 à Hoyerswerda dans le cadre de la conférence des écrivains de Bitterfeld. Jusqu’en 1968, elle travaille au Kombinat Schwarze Pumpe (« Pompe noire »), une usine d'État exploitant le charbon. Cette expérience de travail ouvrier inspire son livre Ankunft im Alltag (de), à l'origine de la notion de « Ankunftsliteratur ».
Toujours très sensible à l’actualité de son pays, Brigitte Reimann publie en 1960 Das Geständnis, une nouvelle qui s’inspire en partie des événements du 17 juin 1953. Dans Die Geschwister, elle représente la tragédie de la séparation des familles provoquée par la division de l’Allemagne. Cette dernière œuvre lui vaut l'obtention du prix Heinrich Mann en 1965.
Atteinte d’un cancer dont elle meurt en 1973, Brigitte Reimann n’achève pas son grand roman, Franziska Linkerhand, débuté en 1963.

## Hommages
La société Brigitte Reimann (die Brigitte Reimann-Gesellschaft), fondée en 1999 et basée à Neubrandenbourg, contribue activement à faire connaître son œuvre. A l’occasion du 70ème anniversaire de sa naissance, en 2003, de nombreux hommages lui sont rendus. En 2004 sort le film Hunger auf Leben, du réalisateur Markus Imboden, avec Martina Gedeck dans le rôle de Brigitte Reimann. Il retrace la vie de l'écrivaine entre 1955 et 1972, en s’appuyant sur ses journaux intimes.
Le 21 février 2013 débute à Burg « l’année Brigitte Reimann ». Une sculpture, érigée en son honneur dans le parc municipal de Hoyerswerda, est inaugurée le 21 juillet 2013 à l’occasion du 80e anniversaire de sa naissance.

## Œuvres traduites en français
- Franziska Linkerhand [« Franziska Linkerhand », 1974], roman inachevé, trad. de Bruno Meur et Claire Mercier, Le Havre, France, éditions de l’Incidence, 2014, 758 p.  (ISBN 978-2-918193-21-0) (présentation de l’éditeur)
- Une fratrie ["Die Geschwister", 1963], trad. Françoise Toraille, version non censurée[5], éditions Métailié, 2025  (ISBN 979-10-226-1420-7) (Présentation de l'éditeur)